# Tower Hill
Pour la station du métro de Londres, voir Tower Hill (métro de Londres).

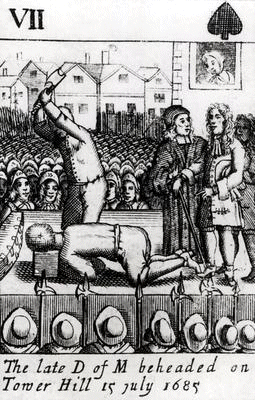
Gravure populaire représentant l'exécution de James Scott sur Tower Hill en 1685.

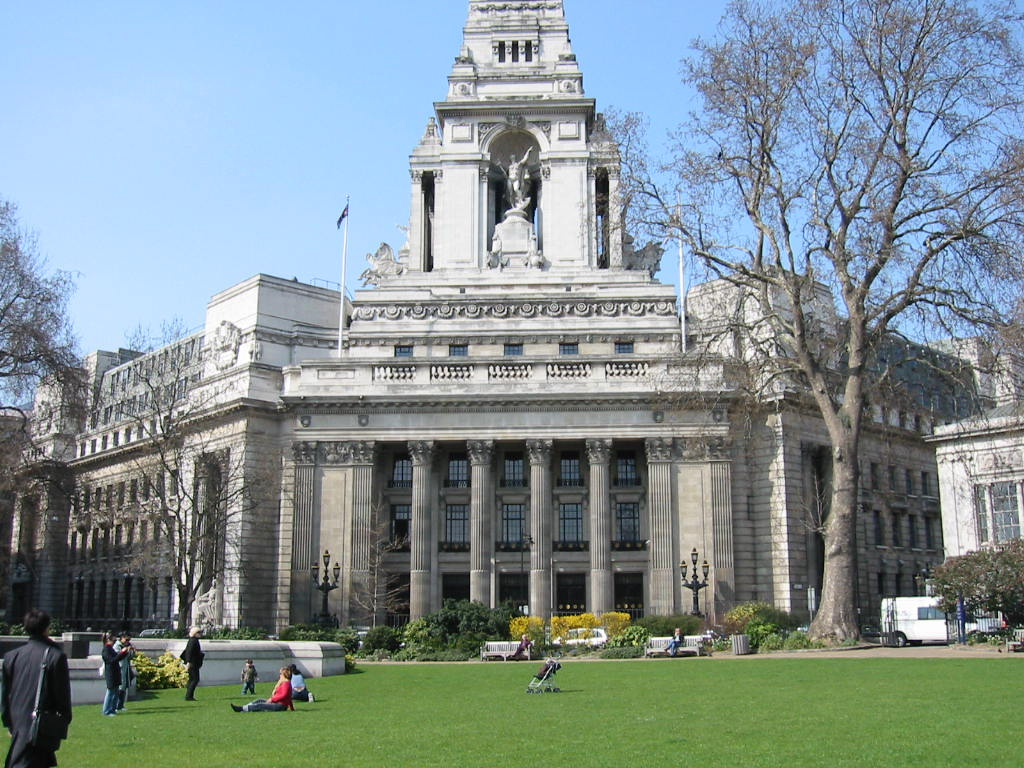
Cet immeuble du Trinity Square Gardens donnant sur Tower Hill (mais dépendant administrativement de la City), construit en 1922, abrita jusqu'en 2006 le Port of London Authority (organisme gestionnaire du Port de Londres). C'est devenu depuis un hôtel de luxe.

Tower Hill (« colline de la Tour ») est une hauteur de Londres située à proximité immédiate de la Tour de Londres, au nord-ouest de celle-ci. Bien que se trouvant aux limites  extérieures de la City, elle dépend cependant du borough de Tower Hamlets depuis que la Tower Liberty la plaça sous la juridiction exclusive de la célèbre forteresse.
La colline fut d'ailleurs l'un des plus anciens endroits à être habités dans la capitale, puisque des fouilles révélèrent une occupation dès l'âge du bronze. Plus tard, un village romain y sera construit, puis incendié lors de la révolte de Boadicée. On y trouvera également des fragments d'architecture romane datant des années 680

## Lieu d'exécution

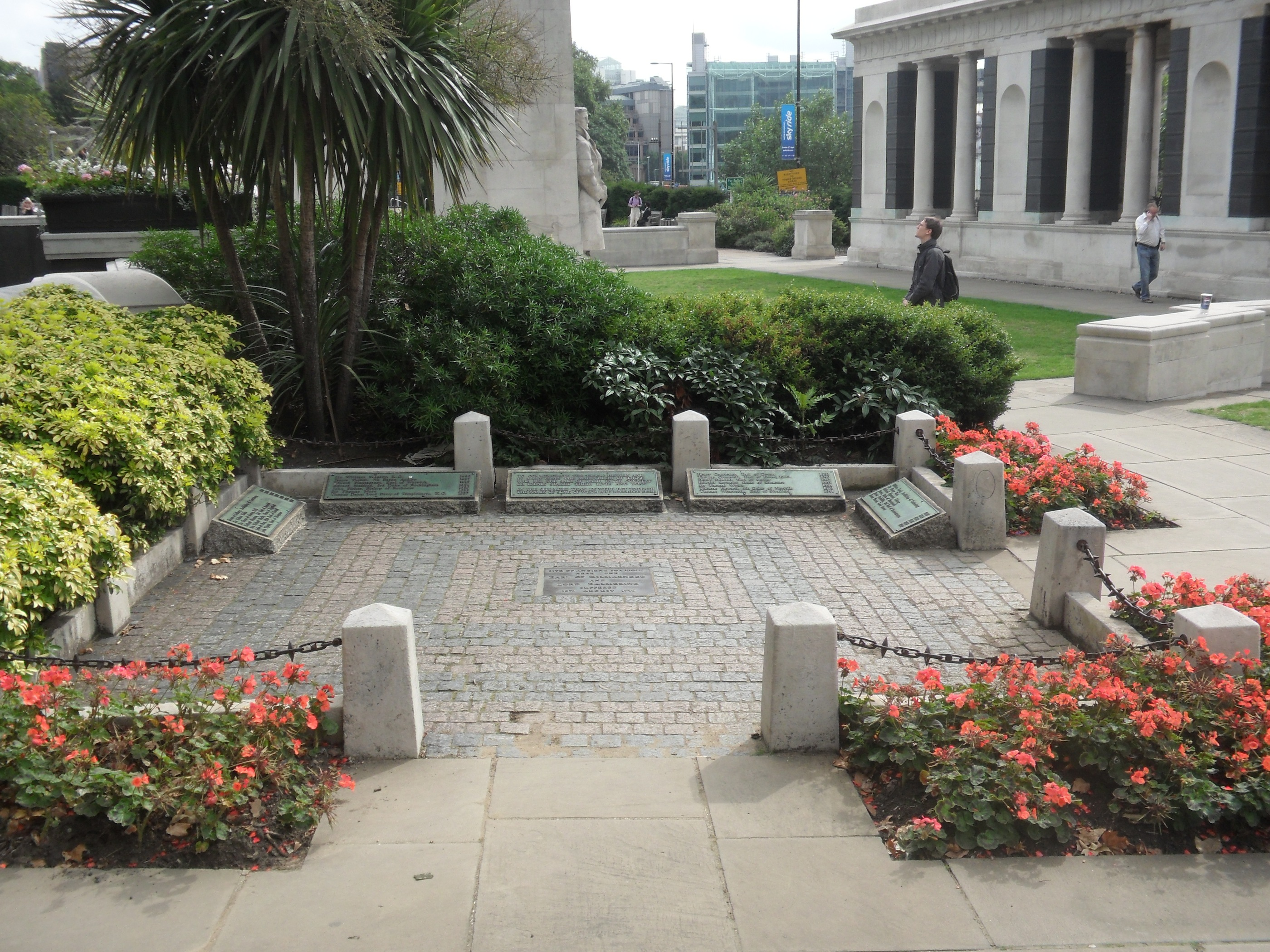
Site de l'ancien échafaud de Tower Hill où les notables étaient exécutés.

À partir du Moyen Âge, Tower Hill deviendra un lieu d'exécution des peines capitales particulièrement réservé aux personnalités de haut rang.
Parmi les suppliciés :
- 1381 - Simon Sudbury, archevêque de Canterbury
- 1381 - Sir Robert Hales
- 1388 - Sir Simon de Burley
- 1397 - Richard Fitzalan, 11e comte d'Arundel
- 1440 - Richard Wyche, Vicaire de Deptford
- 1462 - John de Vere, 12e comte d'Oxford
- 1470 - John Tiptoft, 1er comte de  Worcester
- 1495 - Sir William Stanley
- 1497 - James Tuchet, 7e baron Audley
- 1499 - Édouard Plantagenêt, 17e comte de Warwick
- 1502 - James Tyrrell
- 1510 - Edmund Dudley
- 1510 - Sir Richard Empson
- 1521 - Edward Stafford, 3e duc de Buckingham
- 1535 - John Fisher, évêque de Rochester
- 1535 - Sir Thomas More
- 1536 - George Boleyn, frère d'Anne Boleyn
- 1537 - Thomas Darcy, 1er baron Darcy de Darcy
- 1538 - Henry Courtenay, comte de Devon
- 1540 - Thomas Cromwell, 1er comte d'Essex
- 1547 - Henry Howard, comte de Surrey
- 1549 - Thomas Seymour
- 1552 - Sir Ralph Vane
- 1552 - Edward Seymour, 1er duc de Somerset
- 1554 - Sir Thomas Wyatt
- 1554 - Lord Guilford Dudley
- 1572 - Thomas Howard, 4e duc de Norfolk
- 1615 - Sir Gervase Helwys
- 1631 - Mervyn Tuchet, 2e comte de Castlehaven
- 1641 - Thomas Wentworth, 1er comte de  Strafford
- 1645 - William Laud, archevêque de Canterbury
- 1662 - Sir Henry Vane
- 1683 - Algernon Sidney
- 1685 - James Scott, 1er duc de Monmouth
- 1716 - James Radclyffe, 3e comte de  Derwentwater
- 1746 - William Boyd, 4e comte de Kilmarnock[1],[2]
- 1746 - Robert Boyd, (membre du Clan Boyd durant la rébellion jacobite)
- 1746 - Arthur Elphinstone, 6e Lord Balmerino[2]
- 1747 - Simon Fraser, 11e Lord Lovat

## Mémoriaux
Depuis 1928, la colline abrite le Tower Hill Memorial dédié aux membres de la marine marchande et aux pêcheurs disparus en mer durant la Première Guerre mondiale. 
En 1955, ce mémorial a été complété d'une deuxième partie dédiée aux mêmes types de victimes durant la Seconde Guerre mondiale.
En 2005, un troisième mémorial, commémorant les marins qui ont été tués en 1982 lors de la Guerre des Malouines a été ajouté au site.